# Ivanje, Bijelo Polje
Ivanje este un sat din comuna Bijelo Polje, Muntenegru. Conform datelor de la recensământul din 2003, localitatea are 465 de locuitori (la recensământul din 1991 erau 547 de locuitori).

## Demografie
În satul Ivanje locuiesc 340 de persoane adulte, iar vârsta medie a populației este de 36,8 de ani (36,3 la bărbați și 37,2 la femei). În localitate sunt 121 de gospodării, iar numărul mediu de membri în gospodărie este de 3,84.
Populația localității este foarte eterogenă.
|  |

| Demografie | Demografie | Demografie |
| An         | Locuitori  | Locuitori  |
| ---------- | ---------- | ---------- |
|            |            |            |
|            |            |            |
|            |            |            |
|            |            |            |
| 1948       | 686        |            |
| 1953       | 802        |            |
| 1961       | 876        |            |
| 1971       | 785        |            |
| 1981       | 731        |            |
| 1991       | 547        | 545        |
| 2003       | 559        | 465        |

| \| Componența etnică conform recensământului din 2003[2] \| Componența etnică conform recensământului din 2003[2] \| Componența etnică conform recensământului din 2003[2] \| Componența etnică conform recensământului din 2003[2] \| Componența etnică conform recensământului din 2003[2] \| \| ----------------------------------------------------- \| ----------------------------------------------------- \| ----------------------------------------------------- \| ----------------------------------------------------- \| ----------------------------------------------------- \| \| \| \| \| \| \| \| Sârbi \| Sârbi \| \| 242 \| 52,04% \| \| Bosniaci \| Bosniaci \| \| 149 \| 32,04% \| \| Musulmani \| Musulmani \| \| 39 \| 8,38% \| \| Muntenegreni \| Muntenegreni \| \| 28 \| 6,02% \| \| necunoscută \| necunoscută \| \| 3 \| 0,64% \| |              |  |     |        |
| Componența etnică conform recensământului din 2003 |              |  |     |        |
| |              |  |     |        |
| Sârbi | Sârbi        |  | 242 | 52,04% |
| Bosniaci | Bosniaci     |  | 149 | 32,04% |
| Musulmani | Musulmani    |  | 39  | 8,38%  |
| Muntenegreni | Muntenegreni |  | 28  | 6,02%  |
| necunoscută | necunoscută  |  | 3   | 0,64%  |